# Culture de Cortaillod
Subdivisions
- Proto-Cortaillod, Cortaillod ancien, Cortaillod classique, Cortaillod moyen et Cortaillod tardif
- Cortaillod de type Port-Conty pour le Pays des Trois-Lacs
- Cortaillod type Petit-Chasseur et Saint-Léonard dans le canton du Valais[1]

La culture de Cortaillod est une culture archéologique du Néolithique, définie en 1934 à partir des découvertes faites sur les rives du lac de Neuchâtel, en Suisse. S'étendant entre 4500 et 3350 av. J.-C., elle est partiellement contemporaine de la culture de Pfyn. De nombreux vestiges de référence ayant été découverts sur des gisements situés sur le territoire de la commune de Cortaillod, elle a pris le nom de cette localité.

## Historique
Le Néolithique est une des périodes préhistoriques les mieux connues en Suisse. La découverte d’un site palafittique de cette période pendant l'hiver 1853-1854 à Obermeilen sur les rives du lac de Zurich a encouragé les recherches archéologiques, notamment sur le Plateau suisse et en particulier sur les bords des lacs. Un autre fait marquant qui a stimulé les recherches archéologiques résulte de la première correction des eaux du Jura dans la région des Trois-Lacs, qui a fait s'abaisser le niveau des lacs de 2.7m et a ainsi permis le ramassage massif de mobilier archéologique mis au jour sur les rives exondées. Les premières fouilles stratigraphiques vont être entreprises par Paul Vouga, dans les années 1920-1930 (dès 1919, sur le site d'Auvernier/La Saunerie). Celui-ci procède à des sondages minutieux sur la rive nord du lac de Neuchâtel, notamment sur les sites de Cortaillod qui donneront son nom à la culture, ce qui va lui permettre de présenter une chronologie du Néolithique lacustre en 1929. À la même époque, on débat de l'unicité d'une "civilisation lacustre", du caractère indépendant de différentes cultures, ou d'une succession d'étapes uniformes à l'échelle de l'ensemble du domaine palafittique,. Emil Vogt (de) parvient en 1934 à distinguer différentes entités culturelles, dont celle du Cortaillod. Les premières typologies détaillées sont mises en place dès 1945 et Victorine von Gonzenbach (de) précise le contenu de la culture de Cortaillod en 1949. Six ans plus tard, on identifie un lien entre le Cortaillod et la culture française du Chasséen.
Dès les années 1960, l'extension des recherches consécutif à l'essor de l'archéologie préventive en Suisse a entraîné un important développement des connaissances, notamment grâce au recours à la méthode de la dendrochronologie (datation des bois), utilisée pour la première fois en 1963. Rendue possible puisque de nombreux sites se trouvaient en milieu humide, favorisant ainsi la conservation du bois, elle a permis de mieux comprendre l’architecture des sites mais surtout d’établir des chronologies absolues. Grâce à elle, il a été possible de suivre précisément l’évolution de certaines cultures du Néolithique dont le Cortaillod, parfois à l'année près.
La culture de Cortaillod, dont les nombreux vestiges lacustres ont souvent été très bien préservés, grâce à des conditions  idéales de sédimentation et de conservation, nous est donc bien connue. Ces sites ont livré une très grande quantité de vestiges matériels, de l’ordre de dizaines de milliers d’objets. De plus, le Cortaillod est l’une des cultures du Néolithique suisse les mieux datées grâce à la dendrochronologie. Il est ainsi possible de se représenter assez précisément l’évolution de la culture matérielle et de manière plus large d’aborder des problématiques d’ordre social, comme les liens qu’entretenaient les différents faciès du Cortaillod entre eux et avec les autres cultures.

## Chronologie
La culture de Cortaillod se développe en Suisse occidentale et centrale pendant le Néolithique moyen, entre 4500 et 3350 av. J.-C. environ. Le Cortaillod se subdivise en différents faciès qui recouvrent à peu près la totalité du Néolithique moyen dans cette région, bien que la culture de Cortaillod proprement dite se situe entre 3900 et 3500 av. J.-C.. Burri-Wyser et Jammet-Reynal proposent une terminologie basée sur celle qui est habituellement utilisée en Suisse occidentale. Ils distinguent le Néolithique moyen I, situé entre 4500 et 4000-3900 av. J.-C. environ, du Néolithique moyen II, s'étendant entre 3900 et 3350 av. J.-C. environ.
Au Néolithique moyen I se développe à partir de 4450 av. J.-C. en Suisse centrale la culture d'Egolzwil, suivie par le FZC (Frühes zentralschweizerisches Cortaillod) dès 4250 av. J.-C. et qui se termine vers 4000 - 3900 av. J.-C. En Suisse occidentale, entre 4500 et 4000 av. J.-C. se développe le Proto-Cortaillod, fortement apparenté à l'Egolzwil et au FZC. Ces cultures sont proches de la culture occidentale du Saint-Uze.
En Suisse occidentale, le Cortaillod ancien fait la charnière entre le cinquième et le quatrième millénaire et entre Néolithique moyen I et II. On assiste à un renouvellement de la culture matérielle, peut-être lié à une arrivée de populations occidentales ou méridionales. Le terme Cortaillod ancien est parfois utilisé pour désigner les faciès du Néolithique moyen I.
Dès le Néolithique moyen II, le Plateau suisse et le Valais évoluent différemment, bien qu'il soit possible de corréler les phases chronologiques. Sur le Plateau se succèdent le Cortaillod classique, qui s'épanouit dès 3900 av. J.-C. et jusqu'en 3700 av. J.-C. environ, le Cortaillod moyen puis le Cortaillod tardif. Dès 3800 av. J.-C., le Pfyn remplace le Cortaillod sur les rives du lac de Zurich. Entre 3500 et 3350 av. J.-C. environ s'établit dans la région des Trois-Lacs le Cortaillod de type Port-Conty, une phase tardive du Cortaillod, tandis qu'aucun site tardif n'a été attesté autour du Léman. Les rives des lacs en Suisse occidentale ne sont plus occupées jusqu'à l'arrivée de la culture de Horgen (de) vers 3270 av. J.-C. En Valais, dès avant 4000 av. J.-C et jusqu'en 3850 av. J.-C. env. se développent un type de Chasséen puis un faciès proche du type la Roberte du sud de la France et du Cortaillod ancien, qui cèdent place au faciès Cortaillod / Petit-Chasseur, précédant lui-même le Saint-Léonard, qui s'étend dès 3750-3700 av. J.-C. et qui disparaîtrait au même moment que le Port-Conty.

## Aire de diffusion
La culture de Cortaillod et ses variantes sont attestées sur le Plateau suisse, entre Genève et Zurich, ainsi que dans la Vallée du Rhône. En Suisse centrale se développent la culture d'Egolzwil et le FZC, tandis qu'à la même époque, le Proto-Cortaillod occupe le Valais et l'ouest du Plateau suisse, à l'exception des alentours du lac de Neuchâtel en tout cas. Le Cortaillod, au maximum de son extension, recouvre presque l'ensemble du Plateau suisse; il va ensuite progressivement se concentrer dans dela région des Trois-Lacs, alors que la culture de Pfyn progresse peu à peu vers l'ouest. Parallèlement, les faciès Petit-Chasseur et Saint-Léonard sont établis dans la vallée du Rhône.
De nombreuses relations existent entre ces cultures du Néolithique moyen. On peut remarquer leurs influences réciproques à travers le mobilier, si des objets allochtones sont présents sur un site par exemple. On constate donc les liens qu'ont les différents faciès du Cortaillod entre eux, mais aussi avec d'autres cultures proches. Il est ainsi possible de relever que les faciès de la seconde moitié du cinquième millénaire sont par exemple proches de la culture de Saint-Uze, avec des éléments de l'épi-Rössen en Suisse centrale et du Chasséen en France, ainsi que de la culture des Vases à Bouche carrée d'Italie septentrionale. Dès le Cortaillod classique, on trouve par exemple des objets provenant du Néolithique moyen bourguignon, ce qui indiquerait des migrations de personnes, attestées au moins pour le site de Concise, ou encore des artefacts du Pfyn sur le Plateau. Le Chasséen méridional et occidental et ses évolutions régionales sont particulièrement influents dans les faciès attestés en Valais. Il semblerait que la culture de Cortaillod ait également été en contact avec le Michelsberg ancien et le Lagozza. En outre, certains objets du Saint-Léonard sont exportés vers la région des Trois-Lacs, du Bugey ou encore en Savoie, et des éléments du Port-Conty sont attestés dans la Combe d'Ain.
Ces différentes cultures sont souvent rattachées au complexe désigné comme "Cortaillod-Chassey-Lagozza".

## Culture matérielle

### Céramique
Les différents styles de céramique sont essentiellement à la base des distinctions entre les différentes cultures de cette époque.
La céramique des faciès de la seconde moitié du cinquième millénaire avant notre ère est proche de celle de la culture du Saint-Uze et son répertoire est relativement restreint. Les pots cylindriques ou légèrement sinueux comportant des anses ou des mamelons, ou encore les pots à languette horizontale, les bouteilles avec trois à quatre anses ou deux mamelons sont typiques de l’Egolzwil, du FZC et du Proto-Cortaillod. Une des particularités de l’Egolzwil est l’importation de gobelets épi-Rössen d'origine danubienne. La céramique du FZC montre une certaine continuité avec celle de l’Egolzwil, avec cependant l’apparition de petites bouteilles, de jarres à profil en S et à fond aplati et de coupes en V ou en calotte, à chaque fois ornées de mamelons parfois perforés. Dans la sphère du Proto-Cortaillod sont présents quelques récipients d’origine chasséenne et quelques vases à bouche carrée.
Au Cortaillod ancien, on assiste à l’ouest du Plateau et en particulier en Valais à un renouvellement des formes céramiques, marqué par des influences méridionales. Les récipients sont dotés de parois fines et bien cuites, et les formes habituelles sont les coupes à sillon interne avec des mamelons, les gobelets carénés et les petites jarres à mamelons ou languettes. On trouve également des céramiques à décor gravé. La céramique du faciès Petit-Chasseur s’inscrit dans la continuité du Cortaillod ancien.
La céramique emblématique du Cortaillod classique possède un répertoire varié et devient plus homogène sur le Plateau suisse. En contexte lacustre, il a été possible de suivre son évolution de manière précise. Dans un premier temps, il existe une nette différence entre région lémanique et zurichoise. À l’ouest, on retrouve surtout des formes basses comme des coupes à mamelons, des formes segmentées à fond rond, des jarres à profil en S et fond arrondi, des gobelets carénés, ainsi que des céramiques de style occidental comme des coupes à sillon interne ou à marli avec parfois des décors gravés ou encore des jarres à bord rentrant. À Zurich, les jarres à profil en S possèdent un fond plat et les cruches sont plus fréquentes. Une fois que le Cortaillod classique est bien établi, les jarres à profil en S deviennent les jarres les plus fréquentes sur tout le Plateau ; les coupes et les gobelets segmentés sont répandus et quelques vases gynécomorphes apparaissent, à titre d’exemple. Certaines céramiques comportent des décors à l’écorce de bouleau et des motifs géométriques sont parfois disposés en bande, sur une pâte dense aux surfaces lustrées.
Vers la fin de la période, le pourcentage de formes hautes augmente, le répertoire se simplifie, les parois deviennent plus épaisses et les fonds plats se généralisent. Ainsi, au Port-Conty, les formes sont peu variées et les jarres à fond aplati et à bord rentrant ou vertical avec mamelons sont fréquentes.
La céramique du faciès Saint Léonard en Valais est caractérisée par des décors cannelés. Le répertoire est diversifié. Les récipients ont souvent un léger épaulement et quelques-uns sont exportés dans d’autres régions. D’autres céramiques habituelles de ce faciès sont par exemple les gobelets segmentés ainsi que les coupes et les jarres à bord rentrant. On trouve également quelques jarres à profil en S typiques du Cortaillod. Ces récipients comportent fréquemment des mamelons comme moyen de préhension.
Au moins dans le cas de Concise, la production de céramique est liée au cadre domestique, et il existe quelques variantes stylistiques entre les différentes maisons. En outre, il semble y avoir eu une migration de potières venues de Franche-Comté dans la région des Trois-Lacs, et plus particulièrement sur le site de Concise.

### Industrie lithique

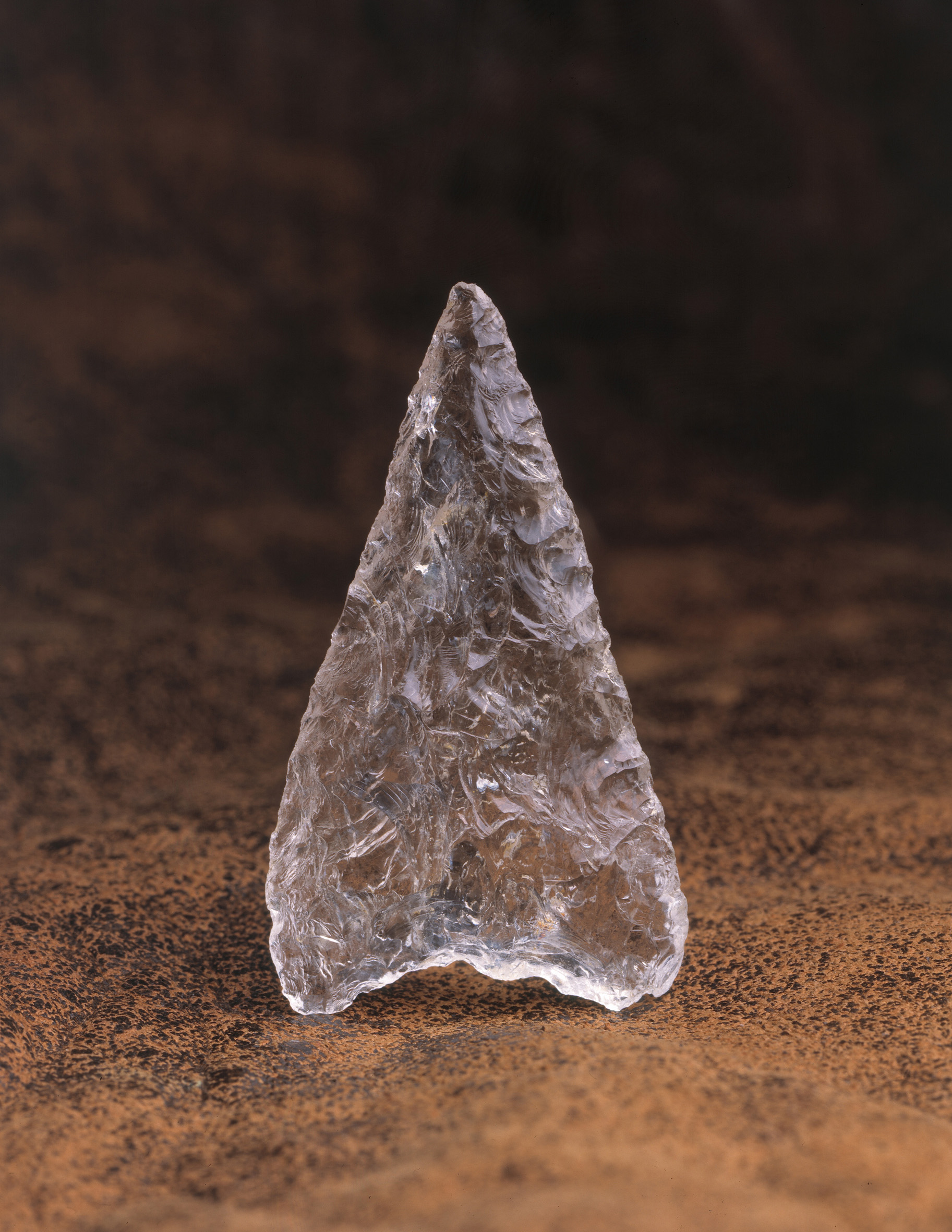
Pointe de flèche en cristal de roche provenant du site du Fun'Ambule à Neuchâtel

Dans la culture d’Egolzwil, le FZC et le Proto-Cortaillod, l’industrie lithique se concentre sur la production d’éclats (racloirs, grattoirs et denticulés) et de lames larges ainsi que de pointes de flèches triangulaires dont la base est en règle générale concave, droite ou convexe. Dans le FZC, on retrouve également des lames façonnées en pointe et des haches en silex de type Glis. Ces haches sont par ailleurs parfois également présentes dans la sphère du Proto-Cortaillod, faciès dans lequel la fréquence de supports sur lame est particulièrement élevée. On trouve également des artéfacts en roche dure, comme des meules, des percuteurs, des enclumes et des polissoirs, ainsi que des haches polies. On a également mis au jour des perles en calcaire.
L’industrie lithique subit un renouvellement en Suisse occidentale au tournant du quatrième millénaire, en particulier dans la vallée du Rhône. On produit des lamelles débitées par pression en silex blond ou en cristal de roche. On trouve en outre des meules étroites et des molettes débordantes. L’industrie lithique des faciès Petit-Chasseurs et Saint-Léonard se situe dans la continuité du Cortaillod ancien, avec également des lames façonnées en pointe et des pointes de flèche triangulaires pour le Petit-Chasseur.
Dès le Cortaillod classique, l’industrie lithique est relativement similaire à celle du FZC. Les lames larges deviennent cependant très fréquentes, avec une plus grande présence de support sur lame à l’ouest du Plateau suisse, tandis que les supports sur éclat dominent à l’est. Il a été possible de déterminer les provenances principales du silex présent sur les sites du Plateau suisse. Les silex autochtones sont assez rarement utilisés en raison de leur qualité médiocre, mais il arrive tout de même qu'on en ramasse à proximité des sites et qu'on les façonne dans les villages. Des silex régionaux sont importés depuis le nord du Jura principalement, ainsi que depuis le sud et le versant français du Jura. Ces objets circulent généralement sous forme d’objets finis ou de préformes.
À la fin du Cortaillod tardif et pendant le Port-Conty, on fait importer de grandes lames brutes en silex.

### Matières dures animales
Dans les faciès du Cortaillod du cinquième millénaire, les os animaux sont fréquemment utilisés pour façonner des pointes, des biseaux ou encore des hameçons, ainsi que, dès le Cortaillod classique, des couteaux, des enclumes et des égrénoirs. Dans le faciès du Saint-Léonard, des poinçons, des biseaux, des chanfreins et des pointes de flèche sont confectionnés. Au Port-Conty ont été retrouvées des canines de suidés polies.
L'utilisation du bois de cerf devient fréquente dès le Cortaillod classique et les objets sont diversifiés ; il s'agit de lampes, de gobelets, de gaines, de baguettes mousses, de harpons, de haches-marteaux perforées et de manches divers. Au Port-Conty, de nombreuses sortes de gaines ont également été confectionnées en bois de cerf, ainsi que des pioches, des cylindres à perforation axiale, ou encore des petits biseaux.
Différents éléments de parure en matière dure animale ont été obtenus à partir de coquillages, de dents et d'os longs perforés, de dents découpées. Il existe également diverses pendeloques, dont certaines sont allongées, à gorges ou gravées de décors rainurés ou pointillés.

### Bois, textiles, vannerie et sparterie
Différents types d'objets en bois ont été retrouvés dans les faciès de l'Egolzwil, du FZC et du Proto-Cortaillod. Il s'agit de manches de différents outils, d'araires ou de traceurs de sillons, de fléaux, de masses, de différents récipients et de flèches à oiseaux. Pendant le Cortaillod, les objets en bois sont très variés. Il s'agit à nouveau de manches d'outils, ainsi que de matériel de pêche, de peignes, de différents ustensiles et récipients, de flèches à oiseaux, d'arcs et de boomerangs par exemple.
Dans les différents faciès du Cortaillod, on a entre autres trouvé des paniers plats, des corbeilles tressées, des tamis, des filets de pêche, ou encore des sacoches. La pelleterie semble attestée. Les tissus sont généralement mal conservés et très rares, mais quelques vestiges de vêtements en lin et en laine qui étaient peut-être décorés ont été préservés.

### Métal
Des perles et des haches en cuivre ont été importées du Pfyn pendant le Cortaillod.

## Habitat
C’est au Cortaillod classique que se généralise pour la première fois l’occupation des rives des lacs sur le Plateau suisse entre Genève et Zurich, avec un habitat lacustre particulièrement dense dans la région des Trois-Lacs.
Les sites d’habitat de la culture d’Egolzwil et du FZC se concentrent en bord de lac ou de marais. Il s’agit de petits villages pouvant atteindre 2500 m2, regroupant généralement une vingtaine de maisons, pour la majorité orientées perpendiculairement à la rive. Des palissades légères d’une hauteur de 2 à 3 m les entourent. Les maisons sont construites sur des poteaux porteurs et leurs planchers se situent à même le sol ou sont surélevés. Leur intérieur est parfois divisé en deux parties et elles possèdent des foyers sur sole d’argile ainsi qu’un toit à deux pans. Les sites d’habitat du Proto-Cortaillod sont essentiellement des petits hameaux terrestres et parfois des sites refuges de hauteur ou de falaise. Les maisons sont également construites sur poteaux porteurs, et on peut relever la présence de fosses parfois nombreuses sur ces sites.
On construit au Cortaillod ancien des villages ouverts de plus grande dimension. Les bâtiments étaient peut-être élevés sur des sablières basses ou construits en terre crue. Des foyers en fosses à pierre chauffée ont parfois été retrouvés.
L’occupation des rives est quasiment continue durant tout le Cortaillod. En 2014, les sites d’habitat terrestres n’étaient pas attestés avec évidence. Il semblerait que les villages du Cortaillod et du Port-Conty sont parfois implantés en zone humide, immergée la plupart du temps, ou un peu en retrait de la berge, en zone possiblement inondable. Ils sont entourés de palissades parfois complexes ou multiples et possèdent un chemin d’accès qui les relie à l’arrière-pays. Leur surface est de 1500 à 2000 m2, avec une surface construite de 1000 à 1500 m2, les zones en amont des sites n’étant souvent pas investies par les habitations. Il se constituent généralement d’une vingtaine de maisons à deux nefs d’une vingtaine de m2, orientées perpendiculairement au lac et situées de chaque côté du chemin d’accès. Les bâtiments et les chemins sont parfois surélevés et d'autres fois construits à même le sol. Dans certains sites du Cortaillod tardif et du Port-Conty, il arrive que les habitations soient construites sur deux rangées et reliées par des chemins. À cette même époque, l’occupation des rives lacustres se densifie et les systèmes de palissades pourraient revêtir une fonction défensive. Il arrive que des bâtiments se distinguent des autres : suivant les cas et les sites, il peut s’agir de constructions interprétées comme des greniers ou des bâtiments à usage collectif (dans les villages de Concise par exemple) ; l'un d'eux, construit sur un tertre artificiel sur le site de Marin-Les Piécettes, aurait éventuellement rempli une fonction cultuelle.
Des zones d'activités artisanales ont également été identifiées, dédiées par exemple à l'industrie lithique, au façonnage du bois de cerf, ou encore à la pelleterie. La durée de vie de ces villages est restreinte, de l’ordre de 10 à 40 ans. Ils sont ensuite généralement laissés à l'abandon pendant un même intervalle de temps, avant d'être reconstruits et réoccupés. Ce phénomène peut s'expliquer par des raisons diverses comme la variation du niveau des lacs, la dégradation des constructions, des pratiques agricoles qui nécessiteraient une certaine mobilité ou de nombreuses autres contraintes.
En Valais, pour le faciès du Saint-Léonard, l'habitat se situe en sommet de colline et probablement également en plaine.

## Exploitation du territoire
Pendant le Néolithique moyen en Suisse, la densité de population augmente et l'implantation topographique de l'habitat est variée. L'impact humain sur le paysage s'accentue et l'économie néolithique s'étend. Le couvert forestier reste cependant dense, bien que le défrichement à large échelle serait initié. On parcourt régulièrement le terroir qui est dès lors bien connu.
Dans les différents faciès du Cortaillod, la subsistance est assurée par l'agriculture et l'élevage, ainsi que par la cueillette et la prédation. Pendant le Proto-Cortaillod, l'Egolzwil et le FZC, de nombreuses sortes de céréales sont cultivées, surtout du blé et de l'orge, ainsi que de nombreuses autres plantes. Dès le Cortaillod classique, on cultive une grande variété d'espèces, comme l'amidonnier, l'engrain, le froment, le lin, le chanvre, le houblon, l'orge, le millet, les pois, les haricots ou encore les lentilles. Il s'agit d'une agriculture par sarclage qui se fait sur brûlis. On pratique l'écobuage et un système de jachères itinérantes cycliques est mis en place. On pratique également l'affouragement pendant les mois hivernaux et des pâturages d'été sont aménagés en moyenne altitude dans les Alpes. Des plantes et des fruits sauvages sont également cueillis, comme les framboises, les mûres, les fraises, les raisins, les prunelles, le sureau, l'églantier, les noisettes, les coquerets, ou encore les pommes.
Dans la seconde moitié du cinquième millénaire, le bœuf et le porc sont les principales espèces domestiquées, avec cependant une majorité de caprinés en Valais et dans le faciès d'Egolzwil. Dès le Cortaillod classique, on élève les mêmes espèces avec désormais également le chien. De nombreuses espèces animales sont chassées comme le cerf, le sanglier, le chevreuil, l'auroch, le loup, l'ours, le lynx, le cheval sauvage, l'élan, le castor, la loutre, le renard, le blaireau, le lièvre, le hérisson ou encore divers oiseaux. On pêche également des espèces comme la perche, la carpe, ou encore les salmonidés.

## Pratiques funéraires
Les pratiques funéraires de la culture de Cortaillod sont pour le moment largement inconnues.
Au Proto-Cortaillod, les défunts sont placés dans des tombes à ciste de type Chamblandes qui sont regroupées en nécropoles. Ces dernières se situent principalement dans la vallée du Rhône et aux alentours du Léman. La majorité de ces nécropoles apparaissent dès 4400 av. J.-C., et sont abandonnées aux alentours de 4000 av. J.-C. Elles sont généralement pauvres en mobilier, bien que quelques tombes soient richement fournies.
Pour la culture de Cortaillod proprement dite, aucune sépulture n'était encore connue en 2014.